# 阿瓦耶图阿尔赛
阿瓦耶图阿尔赛（法語：Availles-Thouarsais，法語發音：[avaj twaʁsɛ]）是法国德塞夫勒省的一个市镇，属于帕尔特奈区。

## 地理
阿瓦耶图阿尔赛（46°51'34"N, 0°8'32"W）面积10.85 平方千米，位于法国新阿基坦大区德塞夫勒省，该省份为法国西部内陆省份，北起曼恩-卢瓦尔省，西接旺代省，南至夏朗德省和滨海夏朗德省，东临维埃纳省。
与阿瓦耶图阿尔赛接壤的市镇（或旧市镇、城区）包括：圣热内鲁、艾尔沃、伊赖。

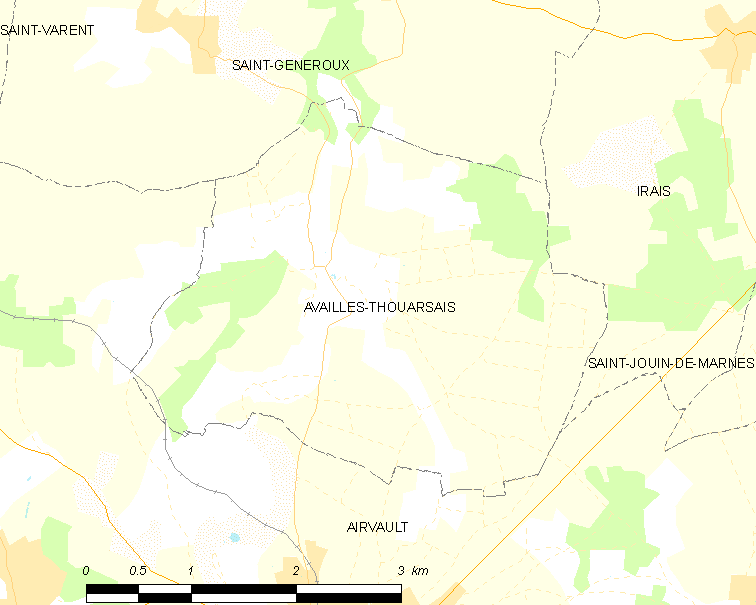
阿瓦耶图阿尔赛的OSM定位图

阿瓦耶图阿尔赛的时区为UTC+01:00、UTC+02:00（夏令时）。

## 行政
阿瓦耶图阿尔赛的邮政编码为79600，INSEE市镇编码为79022。

## 政治
阿瓦耶图阿尔赛所属的省级选区为图埃河谷县。

## 人口

1962-2008年间阿瓦耶图阿尔赛人口变化图示

阿瓦耶图阿尔赛于2022年1月1日时的人口数量为184人。